# FSH-receptor
Folikulostimulišući hormonski receptor ili FSH-receptor (FSHR) je transmembranski receptor koji interaguje sa Folikulostimulišućim hormonom (FSH). On je G protein-spregnuti receptor (GPCR). Njegova aktivacija je neophodna za FSH hormonsko funkcionisanje. FSHR receptori su nađeni u jajnicima, testisima, i uterusu.

## gen
gen se nalazi na hromozomu 2 p21 kod čoveka. FSHR genska sekvenca se sastoji od oko 2,080 nukleotida.

## Struktura receptora
se sastoji od 695 aminokiselina, i ima molekulsku masu od oko 76 . Poput drugih GPCR receptora, FSH-receptor poseduje sedam domena (transmembranskih heliksa), svaki od kojih premoštava membranu.
- Ekstracelularni domen receptora je glikoziliran.
- Transmembranski domen sadrži dva visoko očuvana cisteinska ostatka koji formiraju disulfidnu vezs čime se stabilizuje struktura receptora. Visoko konzervirani Asp-Arg-Tyr triplet je prisutan i verovatno učestvuje u prenosu signala.
- C-terminalni domen je intraćelijski i kratak. On bogat u ostacima serina i treonina koji služe kao moguća mesta za fosforilaciju.

## Literatura
- de la Chapelle A (1993). „Disease gene mapping in isolated human populations: the example of Finland.”. J. Med. Genet. 30 (10): 857—65. PMC 1016570 . PMID 8230163. doi:10.1136/jmg.30.10.857.
- Amsterdam A; Hanoch T; Dantes A;  . (2003). „Mechanisms of gonadotropin desensitization.”. Mol. Cell. Endocrinol. 187 (1-2): 69—74. PMID 11988313. doi:10.1016/S0303-7207(01)00701-8.
- Simoni M, Nieschlag E, Gromoll J (2003). „Isoforms and single nucleotide polymorphisms of the FSH receptor gene: implications for human reproduction.”. Hum. Reprod. Update. 8 (5): 413—21. PMID 12398222. doi:10.1093/humupd/8.5.413.
- Delbaere A; Smits G; Olatunbosun O;  . (2004). „New insights into the pathophysiology of ovarian hyperstimulation syndrome. What makes the difference between spontaneous and iatrogenic syndrome?”. Hum. Reprod. 19 (3): 486—9. PMC 2891954 . PMID 14998941. doi:10.1093/humrep/deh124.
- Bose CK (2005). „Role of nerve growth factor and FSH receptor in epithelial ovarian cancer.”. Reprod. Biomed. Online. 11 (2): 194—7. PMID 16168216. doi:10.1016/S1472-6483(10)60958-3.
- Wunsch A, Sonntag B, Simoni M (2007). „Polymorphism of the FSH receptor and ovarian response to FSH.”. Ann. Endocrinol. (Paris). 68 (2-3): 160—6. PMID 17544358. doi:10.1016/j.ando.2007.04.006.
- Kelton CA; Cheng SV; Nugent NP;  . (1993). „The cloning of the human follicle stimulating hormone receptor and its expression in COS-7, CHO, and Y-1 cells.”. Mol. Cell. Endocrinol. 89 (1-2): 141—51. PMID 1301382. doi:10.1016/0303-7207(92)90220-Z.
- Tilly JL; Aihara T; Nishimori K;  . (1992). „Expression of recombinant human follicle-stimulating hormone receptor: species-specific ligand binding, signal transduction, and identification of multiple ovarian messenger ribonucleic acid transcripts.”. Endocrinology. 131 (2): 799—806. PMID 1322283. doi:10.1210/en.131.2.799.
- Gromoll J, Gudermann T, Nieschlag E (1992). „Molecular cloning of a truncated isoform of the human follicle stimulating hormone receptor.”. Biochem. Biophys. Res. Commun. 188 (3): 1077—83. PMID 1359889. doi:10.1016/0006-291X(92)91341-M.
- Minegishi T; Nakamura K; Takakura Y;  . (1991). „Cloning and sequencing of human FSH receptor cDNA.”. Biochem. Biophys. Res. Commun. 175 (3): 1125—30. PMID 1709010. doi:10.1016/0006-291X(91)91682-3.
- Gromoll J; Ried T; Holtgreve-Grez H;  . (1994). „Localization of the human FSH receptor to chromosome 2 p21 using a genomic probe comprising exon 10.”. J. Mol. Endocrinol. 12 (3): 265—71. PMID 7916967. doi:10.1677/jme.0.0120265.
- Gromoll J, Dankbar B, Gudermann T (1994). „Characterization of the 5' flanking region of the human follicle-stimulating hormone receptor gene.”. Mol. Cell. Endocrinol. 102 (1-2): 93—102. PMID 7926278. doi:10.1016/0303-7207(94)90102-3.
- Rousseau-Merck MF; Atger M; Loosfelt H;  . (1993). „The chromosomal localization of the human follicle-stimulating hormone receptor gene (FSHR) on 2p21-p16 is similar to that of the luteinizing hormone receptor gene.”. Genomics. 15 (1): 222—4. PMID 8432542. doi:10.1006/geno.1993.1041.
- Jiang X; Dreano M; Buckler DR;  . (1996). „Structural predictions for the ligand-binding region of glycoprotein hormone receptors and the nature of hormone-receptor interactions.”. Structure. 3 (12): 1341—53. PMID 8747461. doi:10.1016/S0969-2126(01)00272-6.
- Aittomäki K; Herva R; Stenman UH;  . (1996). „Clinical features of primary ovarian failure caused by a point mutation in the follicle-stimulating hormone receptor gene.”. J. Clin. Endocrinol. Metab. 81 (10): 3722—6. PMID 8855829. doi:10.1210/jc.81.10.3722.
- Tapanainen JS; Aittomäki K; Min J;  . (1997). „Men homozygous for an inactivating mutation of the follicle-stimulating hormone (FSH) receptor gene present variable suppression of spermatogenesis and fertility.”. Nat. Genet. 15 (2): 205—6. PMID 9020851. doi:10.1038/ng0297-205.
- Kotlar TJ; Young RH; Albanese C;  . (1997). „A mutation in the follicle-stimulating hormone receptor occurs frequently in human ovarian sex cord tumors.”. J. Clin. Endocrinol. Metab. 82 (4): 1020—6. PMID 9100567. doi:10.1210/jc.82.4.1020.

## Spoljašnje veze
- „Glycoprotein Hormone Receptors: FSH”. IUPHAR Database of Receptors and Ion Channels. International Union of Basic and Clinical Pharmacology. Архивирано из оригинала 07. 04. 2014. г.
- GRIS: Glycoprotein-hormone Receptor Information System